# Eduard Kohlrausch
Eduard Kohlrausch (* 4. Februar 1874 in Darmstadt; † 22. Januar 1948 in Berlin-Zehlendorf) war ein deutscher Strafrechtslehrer.

## Leben
Eduard Kohlrauschs Vater war der Physiker Friedrich Wilhelm Kohlrausch, sein Großvater der Physiker Rudolf Kohlrausch und sein Urgroßvater der Generalschuldirektor Heinrich Friedrich Theodor Kohlrausch. Während seines Studiums wurde er Mitglied der Akademisch-Musikalischen Verbindung Alt-Straßburg Freiburg (im Sondershäuser Verband). Nach einem Studium an der Universität Straßburg habilitierte sich Eduard Kohlrausch 1902 an der Universität Heidelberg, wo er ab 1903 als Privatdozent tätig war. 1904 wurde er Professor für Rechtswissenschaften an der Universität Königsberg. Ab 1905 war er Mitherausgeber der Zeitschrift für die gesamte Strafrechtswissenschaft und hatte ab 1913 ein Ordinariat an der Universität Straßburg bis zu deren Schließung nach dem Ersten Weltkrieg inne.
Nach einem Ruf an die Friedrich-Wilhelms-Universität Berlin trat er 1919 die Nachfolge auf dem Berliner Lehrstuhl Franz von Liszts an. Zu seinen Studierenden gehörte der Berliner Jurastudent und künftige Rechtswissenschaftler Arthur Wegner, den Kohlrausch später in einem politischen Strafverfahren vor einem Sondergericht im Dritten Reich verteidigte. 1931 wurde er Vorsitzender der Deutschen Landesgruppe der Internationalen Kriminalistischen Vereinigung (IKV), von 1933 bis 1936 war er Mitglied der Strafrechtskommission des Reichsjustizministeriums und von 1936 bis 1939 Mitglied der entsprechenden Großen Strafprozesskommission.
Kohlrausch wurde 1932 zum Rektor der Universität gewählt. Im April kam es zu einem Konflikt mit Studenten des Nationalsozialistischen Studentenbundes (NSDStB), als diese die Aufhängung eines Plakates mit dem Titel „Wider den undeutschen Geist“ im Vestibül der Universität erzwangen. Kohlrausch protestierte, ähnlich wie Eduard Spranger, wegen einiger anti-jüdischer Formulierungen, die er „Übertreibungen“ nannte, die nur „geeignet seien, den Kampf gegen den undeutschen Geist zu diskreditieren“, sowie wegen der scheinbar mangelnden Disziplin dieser Studenten und verweigerte die Erlaubnis zur Aufhängung des Plakats. Später schrieb er an den Prorektor, er sei nicht prinzipiell gegen die Aufhängung gewesen, da er das Plakat „durchaus nicht in seinem Ziel, sondern nur in seiner Kampfesmethode beanstandet habe.“ Vom Posten als Rektor der Friedrich-Wilhelms-Universität Berlin trat Kohlrausch 1933 zurück.

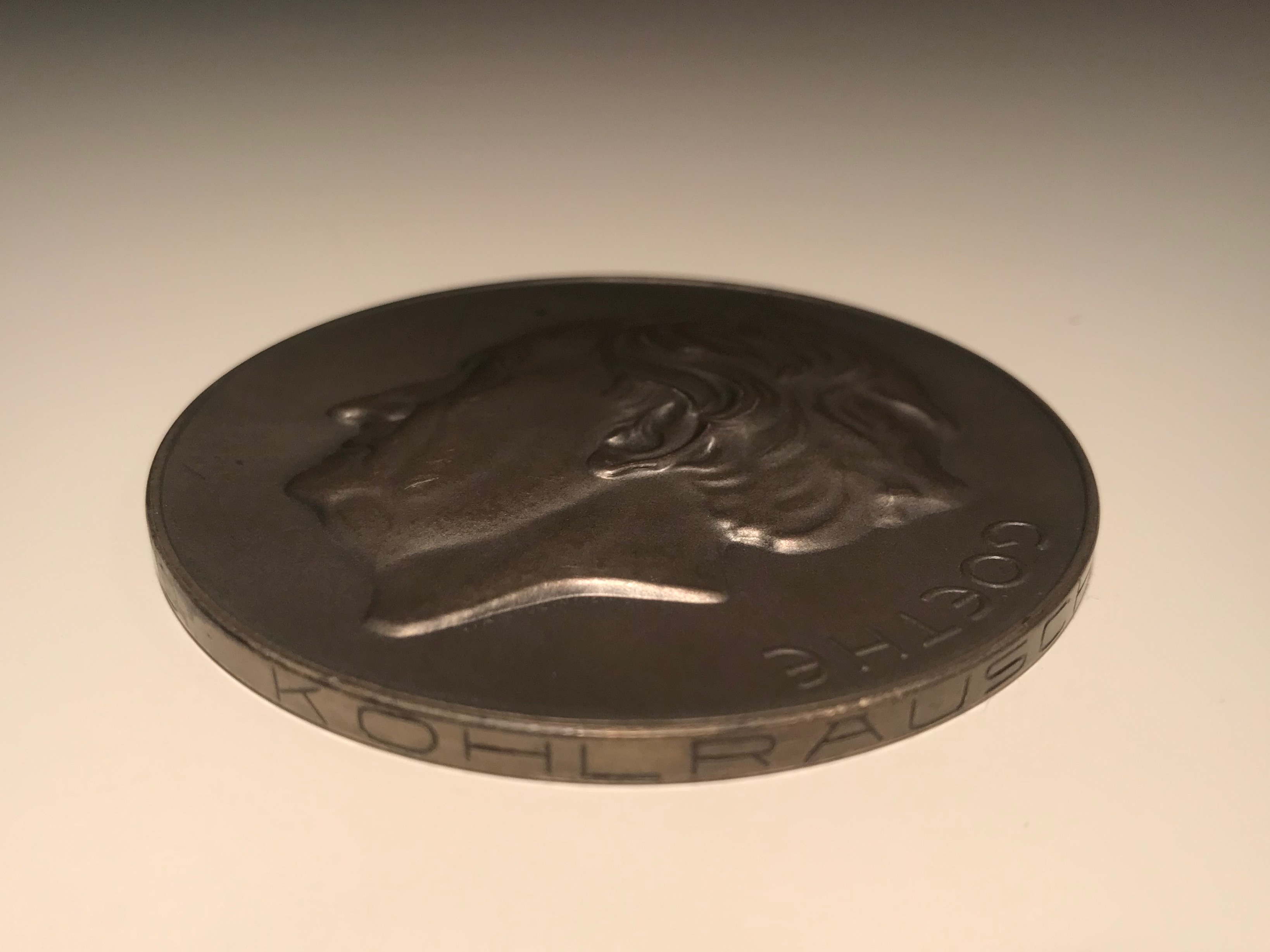
An Kohlrausch verliehene Goethe-Medaille

Eduard Kohlrausch wird mit einem Eintrag im Deutschen Führerlexikon von 1934/35 erwähnt. Kohlrausch gehörte spätestens 1934 dem Bund Nationalsozialistischer Deutscher Juristen an. 1933 gehörte er zu den Gründungsmitgliedern der nationalsozialistischen Akademie für Deutsches Recht Hans Franks. Am 4. Februar 1944 verlieh ihm Adolf Hitler die Goethe-Medaille für Kunst und Wissenschaft.
Seine Ehefrau hieß Helene Carl (1877–1971). Über Nachfahren wurde nur bekannt, dass ihre 1908 in Königsberg geborene Tochter Lili den Juristen Heinrich von Mettenheim heiratete, 1938 in Berlin. Ein Enkel ist der Jurist Christoph von Mettenheim. 1912 wurde der Sohn Friedrich Kohlrausch geboren.
Nach 1945 setzte Kohlrausch seine wissenschaftliche Tätigkeit in Berlin fort und wurde zur Eröffnung der Berliner Universität 1946 zum kommissarischen Dekan der juristischen Fakultät ernannt. Zudem besetzte er den Lehrstuhl für Strafrecht. 1946 wurde er Mitglied der Deutschen Akademie der Wissenschaften zu Berlin. Aufgrund seiner Rolle im Nationalsozialismus wurde im Februar 1947 ein Untersuchungsausschuss an der Humboldt-Universität eingerichtet, der vor allem seine Veröffentlichungen zu den Nürnberger Gesetzen behandelte. Kohlrausch starb vor der endgültigen Aufklärung seiner Rolle im Nationalsozialismus. Kurz vor seinem Tod lehnte er einen Ruf an die Universität Frankfurt am Main ab.

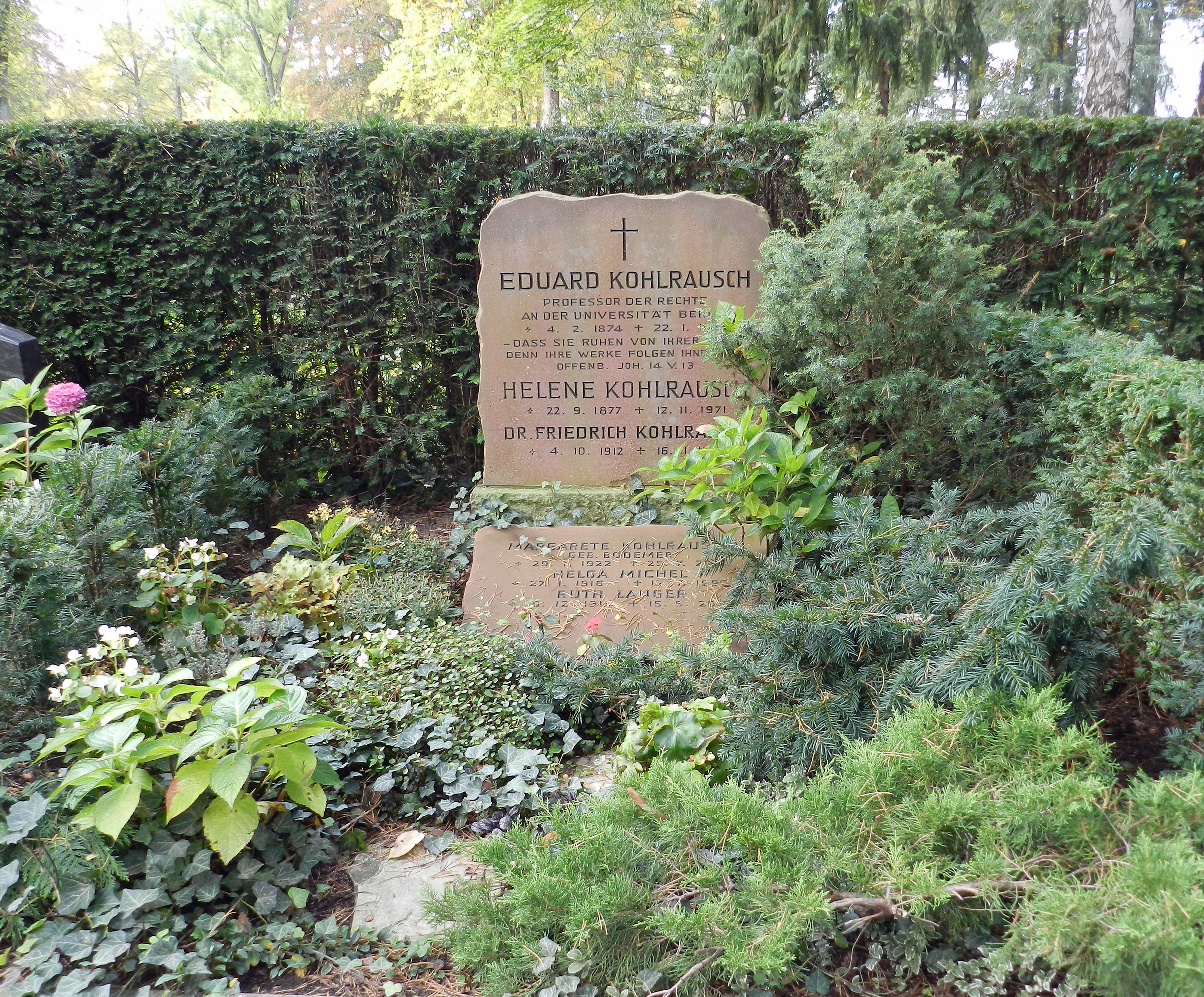
Kohlrauschs Grab auf dem Friedhof Nikolassee

Kohlrausch ist durch seinen Kurzkommentar zum Strafgesetzbuch bekannt geworden, an dem später sein Schüler Richard Lange (1906–1995) mitgewirkt hat.
Das Grab von Eduard Kohlrausch befindet sich auf dem Friedhof Nikolassee in Berlin.

## Veröffentlichungen
- Irrtum und Schuldbegriff im Strafrecht. Guttentag, Berlin 1903. (Nachdruck: Keip, Goldbach 2002, ISBN 3-8051-0578-9)
- mit Paul Felix Aschrott (Hrsg.): Reform des Strafrechts: Kritische Besprechung des amtlichen Entwurfs eines deutschen StGB. de Gruyter, Berlin / Leipzig 1926. (Nachdruck: Keip, Goldbach 1997, ISBN 3-8051-0561-4)
- Reinhard Frank zum 70. Geburtstage. In: Forschungen und Fortschritte. Bd. 6, Ausg. 22/23, 1930, S. 300 f.
- Die geistesgeschichtliche Krise des Strafrechts. Rede zum Antritt des Rektorats der Friedrich-Wilhelms-Universität zu Berlin am 15. Oktober 1932 gehalten. Berlin 1932.
- mit Richard Lange: Strafgesetzbuch: Mit Nebengesetzen und Erläuterungen. erläutert von Eduard Kohlrausch, de Gruyter, Berlin 1941.
- als Hrsg.: Militärstrafgesetzbuch [in der Neufassung vom 10. Oktober 1940] und die Kriegssonderstrafrechtsverordnung [Verordnung über das Sonderstrafrecht im Kriege und bei besonderem Einsatz vom 17. August 1938] in der Fassung vom 10. Oktober 1940. Textausgabe unter Erläuterung der Zusammenhänge mit dem bisherigen Recht. de Gruyter, Berlin 1941.
- mit Richard Lange: Strafgesetzbuch mit Erläuterungen und Nebengesetzen. 39./40. Auflage, de Gruyter, Berlin 1950.